# پوریا آریاکیا
پوریا آریاکیا (زادهٔ ‎۱۳ اردیبهشت ۱۳۶۹ لنگرود) بازیکن فوتبال اهل ایران است که در پست وینگر چپ برای باشگاه فوتبال مس رفسنجان در لیگ برتر خلیج فارس بازی می‌کند.